# Kilindoni
Kilindoni (kel-in-donee), o anche Kinondoni, è una città di circa 11 000 abitanti in Tanzania nella regione di Pwani. È la città più grande dell'isola di Mafia.

## Clima
L'isola di Mafia ha un clima tropicale ed è classificata come "Aw" nel sistema climatico di Köppen-Geiger. La temperatura media nella città di Kilindoni è di 26.7 °C. Le precipitazioni annuali raggiungono i 1705 mm, mentre le temperature medie mensili vanno dai 24.8 ai 28.3 °C. La stagione delle piogge va da marzo a maggio, mentre la stagione secca da luglio a ottobre.
| Mesi                          | Gen         | Feb         | Mar         | Apr          | Mag          | Giu         | Lug         | Ago         | Set         | Ott         | Nov         | Dic         | Anno          |
| ----------------------------- | ----------- | ----------- | ----------- | ------------ | ------------ | ----------- | ----------- | ----------- | ----------- | ----------- | ----------- | ----------- | ------------- |
| Temp. media °C (°F)           | 31.3 (88.3) | 31.6 (88.9) | 31.3 (88.3) | 29.9 (85.8)  | 29.3 (84.7)  | 28.3 (82.9) | 27.5 (81.5) | 28.2 (82.8) | 29.3 (84.7) | 30.3 (86.5) | 30.6 (87.1) | 31.1 (88)   | 29.9 (85.8)   |
| Media gior. °C (°F)           | 28.3 (82.9) | 28.3 (82.9) | 28.1 (82.6) | 27.0 (80.6)  | 26.4 (79.5)  | 25.4 (77.7) | 24.8 (76.6) | 25.0 (77)   | 25.7 (78.3) | 26.8 (80.2) | 27.2 (81)   | 27.8 (82)   | 26.7 (80.1)   |
| Media min. °C (°F)            | 25.3 (77.5) | 25.1 (77.2) | 25.0 (77)   | 24.2 (75.6)  | 23.5 (74.3)  | 22.6 (72.7) | 22.1 (71.8) | 21.9 (71.4) | 22.2 (72)   | 23.3 (73.9) | 23.9 (75)   | 24.6 (76.3) | 23.6 (74.5)   |
| Precip. medie in cm (pollici) | 13.4 (5.28) | 9.8 (3.86)  | 23.4 (9.21) | 48.2 (18.98) | 26.0 (10.24) | 8.0 (3.15)  | 4.9 (1.93)  | 2.5 (0.98)  | 2.2 (0.87)  | 3.5 (1.38)  | 10.2 (4.02) | 18.4 (7.24) | 170.5 (67.13) |
| Fonte: Climate-Data.ORG       |             |             |             |              |              |             |             |             |             |             |             |             |               |

## Economia
L'economia si basa sulla pesca, su un'agricoltura di sussistenza e sul mercato della città. L'isola attrae turisti, in particolare appassionati di immersioni subacquee, pesca per diporto o anche semplicemente in cerca di relax.

## Aeroporto
L'isola può essere raggiunta da Dar es Salaam tramite voli operati dalla Auric Air. Sull'isola vi è un solo aeroporto.